# WarioWare: Get It Together!
 (décembre 2024).
Si vous disposez d'ouvrages ou d'articles de référence ou si vous connaissez des sites web de qualité traitant du thème abordé ici, merci de compléter l'article en donnant les références utiles à sa vérifiabilité et en les liant à la section « Notes et références ».
WarioWare: Get It Together (おすそわける メイド イン ワリオ, Osusowakeru Meido in Wario) est un jeu vidéo de type party game développé par Intelligent Systems en association avec Nintendo EPD et publié par Nintendo, sorti le 10 septembre 2021 sur Nintendo Switch. Il s'agit du dixième jeu de la série WarioWare.

## Trame
Alors qu'ils terminent le développement de leur dernier jeu vidéo pour concurrencer le très populaire Super Pyoro, Wario et son équipe sont aspirés par la console portable défectueuse de ce dernier et se retrouvent bloqués dans leur propre jeu. Leur unique solution pour s'échapper est de venir au bout de leur jeu vidéo.

## Système de jeu
Comme dans chaque opus WarioWare, l'objectif est de compléter des mini-jeux. Au début du jeu, trois personnages sont jouables : Wario, Young Cricket et 18-Volt. Au fur et à mesure de la progression du joueur, il débloque de plus en plus de personnages, qui possède tous un gameplay différent. Lorsque le joueur déverrouille un nouveau personnage, il doit réaliser un parcours pour apprendre à l'utiliser.
Le mode variété est un mode party game. Il comprend dix épreuves. Chacune comprend des mini-jeux différents, qui ont un but distinct.

## Développement
Le jeu est annoncé lors du Nintendo Direct du 15 juin 2021 et sa date de sortie est fixée pour le 10 septembre 2021,.

### Doublages

#### Voix originales
- Charles Martinet : Wario
- Stephanie Sheh : Mona, Kat
- Fryda Wolff : Ana, Penny
- Griffin Puatu : Spitz
- Melissa Hutchison : 9-Volt
- Alejandra Cazares : Lulu
- Vegas Trip : Jimmy T
- Kyle Hebert : Dribble, Dr. Crygor,
- Robbie Daymond : Mike, Young Cricket, Orbulon
- Edward Bosco : 18-Volt

#### Voix françaises
- Frédéric Souterelle : Wario, Dribble
- Nelly Rebibo : 9-Volt, Red, Lulu, Penny Crygor
- Geneviève Doang : Mona, Kat, Ana
- Emmanuel Bonami : Jimmy T.
- Franck Sportis : 18-Volt, Orbulon, Mike
- Donald Reignoux : Young Cricket, Spitz
- Martial Le Minoux : Dr. Crygor, Master Mantis
- Raphaëlle Valenti : 5-Volt, Ashley

## Accueil
Le jeu est globalement reçu de manière positive par la critique, mais le mode histoire du jeu est jugé comme étant trop court, qui durerait environ 2 à 3 heures,.